# NGC 5609
NGC 5609 (również PGC 3088538) – galaktyka spiralna (S), znajdująca się w gwiazdozbiorze Wolarza. Odkrył ją 1 marca 1851 roku Bindon Stoney – asystent Williama Parsonsa.